# Caroline Lind
Caroline Lind  (Greensboro (North Carolina) 11 oktober 1982) is een Amerikaans roeister.
Lind was onderdeel van de Amerikaanse acht die olympisch goud won zowel in 2008 als in 2012. Lind won ook nog zes wereldtitels in de acht.

## Resultaten

### Olympische Zomerspelen
| Jaar | Plaats | Resultaten |
| ---- | ------ | ---------- |
| 2008 | Peking | in de acht |
| 2012 | Londen | in de acht |

### Wereldkampioenschappen roeien
| Jaar | Plaats    | Resultaten                         |
| ---- | --------- | ---------------------------------- |
| 2005 | Kaizu     | 6e in de twee-zonder 4e in de acht |
| 2006 | Eton      | in de acht                         |
| 2007 | München   | in de acht                         |
| 2009 | Poznań    | in de acht                         |
| 2011 | Bled      | in de acht                         |
| 2013 | Chungju   | in de acht                         |
| 2014 | Amsterdam | in de acht                         |

1976: Goretzki & Knetsch & Richter & Ahrenholz & Kallies & Ebert & Lehmann & Müller & Wilke ·
1980: Boesler & Neisser & Köpke & Schütz & Kühn & Richter & Sandig & Metze & Wilke ·
1984: O'Steen & Metcalf & Bower & Graves & Flanagan & Norelius & Thorsness & Keeler & Beard ·
1988: Strauch & Zeidler & Haacker & Wild & Kluge & Schröer & Balthasar & Stange & Neunast ·
1992: Barnes & Taylor & Delehanty & Crawford & McBean & Worthington & Monroe & Heddle & Thompson ·
1996: Tănase & Cochelea & Gafencu & Spîrcu & Olteanu & Lipă & Popescu & Ignat & Georgescu ·
2000: Damian & Susanu & Olteanu & Cochelea & Dumitrache & Lipă & Gafencu & Ignat & Georgescu ·
2004: Florea & Susanu & Bărăscu & Papuc & Gafencu & Lipă & Damian & Ignat & Georgescu ·
2008: Cafaro & Cummins & Davies & Francia & Goodale & Lind & Logan & Shoop & Whipple ·
2012: Cafaro & Francia & Lofgren & Ritzel, Musnicki & Logan & Lind, Davies & Whipple ·
2016: Elmore & Gobbo & Logan & Musnicki, Polk & Regan & Schmetterling & Simmonds & Snyder ·
2020: Roman & Gruchalla-Wesierski & Roper & Proske & Grainger & Mailey & Payne & Wasteneys & Kit ·
2024: Rusu & Anghel & Bodnar & Lehaci & Adam & Bereș & Vrînceanu & Radiș & Petreanu